# Labastide-Dénat
Labastide-Dénat è un comune francese di 376 abitanti situato nel dipartimento del Tarn nella regione dell'Occitania.

## Società

### Evoluzione demografica
Abitanti censiti